# Vanya, 42e Rue
Pour les articles homonymes, voir 42e Rue (homonymie).
Pour plus de détails, voir Fiche technique et Distribution.
Vanya, 42e Rue (Vanya on 42nd Street) est le dernier film de Louis Malle, réalisé en 1994, sorti le 19 octobre 1994 aux États-Unis et le 25 janvier 1995 en France.

## Synopsis
Le film présente une répétition de la pièce Oncle Vania de Tchekhov dans un théâtre abandonné de la 42e rue, à New York.

## Distribution
- Wallace Shawn : Vanya, 47 ans
- Brooke Smith : Sonya, la nièce de Vanya et la fille du professeur
- Julianne Moore : Yelena, la jeune belle-mère de Sonya
- Larry Pine : le docteur Astrov
- George Gaynes : Serybryakov, le professeur, père de Sonya et mari de Yelena
- Phoebe Brand : « Nanny »
- Jerry Mayer : « Waffles »
- Lynn Cohen : Maman, la mère de Vanya
- Andre Gregory : lui-même, le metteur en scène de la pièce
- Madhur Jaffrey : Mrs. Chao, la spectatrice dont le grand-père a traduit Tchekhov en bengali